# Kopřivnice
Kopřivnice (în germană Nesselsdorf) este o comună și un oraș cu 23.424 loc. (în 2004), situat în districtul Okres Nový Jičín din nord-estul Cehiei. El se află amplasat la altitudinea de 320 m deasupra n.m. la 30 km sud de Ostrava.

## Istoric
Localitatea a fost întemeiată prin secolul XIII, în apropierea cetății Schornstein. Pe atunci se numea Nesselsdorf și aparținea contelui de Hückeswagen. Prin anii 1910 i s-a acordat privilegiul de oraș. Orășelul devine mai cunoscut în anul 1850 când Ignác Šustala înființează aici fabrica Nesselsdorfer, de mașini și de vagoane de cale ferată, care în 1923 a devenit fabrica de mașini Tatra.  

## Subdiviziuni administrative
Kopřivnice cuprinde cartierele Lubina, Mniší (Mönchsdorf) și Vlčovice (Weltschowitz).
Cartierul Lubina, a luat naștere din satele Drnholec nad Lubinou (Dürnholz) și Větřkovice u Lubiny (Wetrkowitz).
O atracție turistică a orașului este muzeul Tatra.

## Orașe înfrățite
- Trappes, Franța
- Zwönitz, Germania
- Myszków, Polonia
- Castiglione del Lago, Italia
- Congleton, Marea Britanie

## Personalități marcante
- Zdeněk Burian (1905–1981), grafician
- Emil Zátopek (1922–2000), sportiv